# Малчовци (област Велико Търново)
 Тази статия е за селото в област Велико Търново.  За селото в област Габрово вижте Малчовци (област Габрово).  
Малчовци е село в Северна България. То се намира в община Велико Търново, област Велико Търново.

## География
Село Малчовци се намира на 3 км от град Килифарево посока с.Нацовци, област Велико Търново в подножието на Стара планина. На 2 км от селото се намира Килифаревският манастир на река Белица.

## История
През 1857 г. двама братя Нено и Райко Малчеви от село Бърданите до град Трявна се заселват в тази местност в подножието на Стара планина. Така се образувала махала Малчевци. Всички жители са потомци на дядо Малчо от Бърданите.

## Население
Численост на населението според преброяванията през годините:
| \| Година на преброяване \| Численост \| \| --------------------- \| --------- \| \| 1934 \| 78 \| \| 1946 \| 65 \| \| 1956 \| 59 \| \| 1965 \| 51 \| \| 1975 \| 29 \| \| 1985 \| 16 \| \| 1992 \| 12 \| \| 2001 \| 17 \| \| 2011 \| 8 \| \| 2021 \| 8 \| |           |
| Година на преброяване | Численост |
| 1934 | 78        |
| 1946 | 65        |
| 1956 | 59        |
| 1965 | 51        |
| 1975 | 29        |
| 1985 | 16        |
| 1992 | 12        |
| 2001 | 17        |
| 2011 | 8         |
| 2021 | 8         |

### Етнически състав
Преброяване на населението през 2011 г.
Численост и дял на етническите групи според преброяването на населението през 2011 г.:
|                     | Численост | Дял (в %) |
| Общо                | 8         | 100.00    |
| Българи             | 8         | 100.00    |
| Турци               | 0         | 0.00      |
| Цигани              | 0         | 0.00      |
| Други               | 0         | 0.00      |
| Не се самоопределят | 0         | 0.00      |
| Неотговорили        | 0         | 0.00      |

## Културни и природни забележителности
В тази местност се намират останки от основите на стария Килифаревски манастир, който е опожарен от османлиите.
В местността Бутора е издигната паметна плоча на партизаните от Килифаревския партизански отряд, там се е намирала землянката на отряда, има горски път до местността.